# Jean-Marc Aymes
Claveciniste, organiste et pédagogue français né en 1961, Jean-Marc Aymes est nommé professeur de clavecin au Conservatoire national supérieur de musique et de danse de Lyon en 2009, après avoir été pendant deux ans directeur du Centre régional d'Art baroque de Marseille.

## Biographie
Il commence ses études de clavecin et d'orgue à Toulouse, séduit dès sa jeunesse par la musique baroque et Renaissance, mais également par le répertoire contemporain. La poursuite de ses études le porte de Bruxelles à La Haye. Il se voue ensuite à une carrière de concertiste. Il intègre en 2009 l'équipe pédagogique du CNSMD de Lyon aux côtés de Dirk Börner et Yves Rechsteiner.
Il a passé une grande partie de sa vie dans la région de Toulouse, avant de venir dans le Sud-Est de la France pour ses activités professionnelles à Lyon et à Marseille, ville dans laquelle il réside actuellement.

### Orientation professionnelle
Jean-Marc Aymes est appelé régulièrement à se produire aux côtés d'ensembles de musique ancienne : Akadémia, Daedalus, Ensemble Clément Janequin, Les Talens Lyriques.
Il fonde le Concerto Soave en compagnie de la soprano argentine Maria Cristina Kiehr. Cette phalange phocéenne est spécialisée dans le répertoire italien du XVIIe siècle et les voit se produire tout le long de l'année dans la région de Marseille. C'est d'ailleurs dans cette ville que ce qui se veut un « écrin de solistes enchâssant la (voix) de la soprane » que les musiciens qui le constituent s'installent.
L'ouverture de Jean-Marc Aymes à la musique contemporaine, d'une relative rareté parmi les grands interprètes de musique ancienne, se traduit par sa participation active à la vie actuelle des compositeurs, notamment par l'acceptation de dédicaces et la création de plusieurs œuvres solos pour clavecin, mais aussi de collaborations avec l'ensemble Musicatreize dirigé par Roland Hayrabédian .
La démarche musicologique de Jean-Marc Aymes, commune à de nombreux musiciens spécialisés dans le répertoire baroque, se traduit par une étroite collaboration avec des chercheurs, notamment Dinko Fabris, auteur de la notice de son enregistrement du 4e volume des œuvres de Girolamo Frescobaldi.

## Discographie
- « Fin de siècle à Venise » - musique pour clavecin à la fin du XVIe siècle - éd. L’Empreinte digitale
- Girolamo Frescobaldi : Accenni : Suonate d'intavolatura. Libro Primo - Musique pour clavier conservée en manuscrit - L’Empreinte digitale
- Girolamo Frescobaldi : intégrale de la musique pour clavier en IV volumes - Disques Ligia Digital - distribution Harmonia Mundi

I Toccate d'intavolatura, Libro Primo
II Il Primo Libro di Capricci
III Il Secondo Libro di Toccate | Canzoni alla Francese (1615)
IV Fantasie (1608) | Recercari e Canzoni Franzese (1615) | Fiori Musicali (1635)